# بسکتبال بوندسلیگا
بسکتبال بوندسلیگا (انگلیسی: Basketball Bundesliga) یا لیگ بسکتبال فدرال که معمولاً با نام بی بی ال شناخته می‌شود لیگ بسکتبال آلمان و بالاترین سطح بسکتبال باشگاهی حرفه‌ای در آلمان است. بوندسلیگا از لیگ‌های معتبر اروپا به‌شمار می‌رود.